# Ocotal
Ocotal é uma cidade e município da Nicarágua, situada no departamento de Nueva Segovia. Tem 86 km² de área e sua população em 2020 foi estimada em 47.701 habitantes.